# گورین سولی گونارسدوتیر
گورین سولی گونارسدوتیر (انگلیسی: Guðrún Sóley Gunnarsdóttir؛ زادهٔ ۱۵ سپتامبر ۱۹۸۱) بازیکن فوتبال اهل ایسلند است.
از باشگاه‌هایی که در آن بازی کرده‌است می‌توان به باشگاه بریدابلیک و دیوری گردن اشاره کرد.
وی همچنین در تیم‌های ملی فوتبال زنان ایسلند، و زنان ایسلند، و زنان ایسلند، و زنان ایسلند، بازی کرده‌است.